# بايقرا كوه
بايقرا كوه هي قرية في مقاطعة هشترود، إيران. عدد سكان هذه القرية هو 177 في سنة 2006.